# Abús sexual infantil
L'abús sexual infantil constitueix, segons el National Center of Child Abuse and Neglect, el contacte i interacció entre un infant i un adult quan el darrer utilitza el primer per a estimular-se sexualment a si mateix, a l'infant o a una altra persona. L'abús sexual pot també ser comès per una persona menor de 18 anys si el perpetrador és significativament major que la víctima o quan està en una posició de poder.
Els efectes de l'abús sexual infantil poden incloure la depressió, el trastorn per estrès posttraumàtic, l'ansietat, la propensió a una major victimització en l'edat adulta, i el dany físic per al nen, entre altres problemes. L'abús sexual per un membre de la família és una forma d'incest, i pot comportar en un trauma psíquic més seriós i de llarg termini, especialment en el cas de l'incest parental.
La prevalença global d'abús sexual infantil s'ha estimat en 19,7% per a les dones i 7,9% per als homes, segons un estudi de 2009 publicat a Clinical Psychology Review, que va examinar 65 estudis de 22 països. Amb les dades disponibles, la taxa de prevalença més alta d'abús sexual infantil geogràficament es troba a Àfrica (34,4%), principalment a causa de les altes taxes de Sud-àfrica, Europa va mostrar la taxa de prevalença més baixa (9,2%), Amèrica i Àsia van tenir taxes de prevalença entre 10,1% i 23,9%. La majoria dels ofensors d'abús sexual estan al corrent de les seves víctimes, aproximadament el 30% són parents del nen, més sovint germans, pares, oncles o cosins, al voltant del 60% són altres coneguts com a "amics" de la família, mainaderes, o veïns, els estranys són comporten aproximadament un 10% dels casos d'abús sexual infantil. La majoria de l'abús sexual infantil és comès pels homes; hi ha estudis que mostren que les dones cometen entre el 14% i el 40% dels delictes denunciats contra els nens i 6% dels delictes denunciats contra les nenes. Algunes fonts informen que la majoria dels delinqüents que abusen sexualment dels nens prepúbers són pedòfils, però alguns delinqüents no compleixen amb els estàndards de diagnòstic clínic de la pedofília.
L'abús sexual a menors és un delicte en molts països. La llei protegeix els menors d'aquestes accions.
En el terreny de la prevenció, el Consell d'Europa, ha publicat la "Regla de Kiko", un material educatiu.

## Casos d'abusos sexuals comesos per membres de l'Església Catòlica
Els casos d'abusos sexuals comesos per membres de l'Església Catòlica són una sèrie d'acusacions, investigacions, judicis i condemnes de crims d'abusos sexuals contra infants comesos per preveres, monges i membres d'ordes catòlics contra nens i joves. L'Església Catòlica, sacsejada per escàndols sexuals de nens, està treballant per erradicar la pràctica entre els seus sacerdots. El 2 de febrer de 1961 el Vaticà va emetre un document, "Instrucció sobre l'acurada selecció i formació de candidats per als estats de perfecció i de les Sagrades Ordres", llevant del sacerdoci a qualsevol persona que tingui "la perversa inclinació a l'homosexualitat o la pederàstia."

### Les víctimes
Els nens i joves víctimes dels abusos, alguns des dels 3 anys, i amb la majoria comesos contra nens d'entre 11 i 14 anys. Molts d'aquests casos s'han desenvolupat durant dècades i han passat molts anys des que l'abús es va cometre. Algunes acusacions s'han realitzat també contra membres de la jerarquia de l'Església Catòlica que no informà de les acusacions d'abusos sexuals a les autoritats legals; sinó que es limitaren a traslladar els preveres abusadors a altres parròquies, on els abusos continuaren. Això ha comportat diversos casos de frau, on l'Església ha estat acusada de menystenir les víctimes traslladant deliberadament els preveres acusats d'abusos, en comptes de retirar-los dels seus càrrecs.

### Cobertura mediàtica
Els casos han rebut una atenció significativa dels mitjans arreu del món, especialment al Canadà, a Irlanda i als Estats Units. En resposta a aquesta cobertura mediàtica, membres de la jerarquia de l'Església han afirmat que la cobertura dels mitjans ha estat excessiva i desproporcionada. D'acord amb un estudi del Pew Research Center, la cobertura dels mitjans principalment emanà dels Estats Units el 2002, quan el Boston Globe començà una investigació crítica. Pel 2010 la major part de la informació se centrà en els abusos a Europa. Des de 2001 a 2010, la Santa Seu ha considerat que les acusacions d'abusos sexuals relatives a uns 3.000 preveres poden retrocedir fins a 50 anys, d'acord amb el Promotor de Justícia vaticà. Els casos arreu del món mostren models d'abusos continuats des de molt temps i la cobertura dels informes. Els funcionaris diocesans i acadèmics diuen que els abusos sexuals per part del clergat generalment no es discuteix, i que és difícil de mesurar. A les Filipines, on un 85% de la població és catòlica, les denúncies d'abusos a menors per part de capellans seguí l'informe dels Estats Units el 2002.
La recerca i l'opinió dels experts el 2010 indicà que les proves no senyalaven que els homes pertanyents a l'Església Catòlica fossin més propensos que els altres a cometre abusos, i indicà que la prevalència dels abusos per part de capellans havia caigut significativament en els darrers 20 o 30 anys.